# 14032 Mego
14032 Mego este un asteroid din centura principală de asteroizi.

## Descriere
14032 Mego este un asteroid din centura principală de asteroizi. A fost descoperit pe 4 decembrie 1994 la Ayashi de Masahiro Koishikawa. Asteroidul prezintă o orbită caracterizată de o semiaxă mare de 2,56 ua, o excentricitate de 0,21 și o înclinație de 7,3° în raport cu ecliptica.